# Ciemności
Ciemności (wł. Tenebre) – włoski dreszczowiec typu giallo z 1982 roku, napisany i wyreżyserowany przez Daria Argenta. Krytyk filmowa Maitland McDonagh okrzyknęła Ciemności „najznakomitszym dziełem Argento”.

## Obsada
Źródło.
- Anthony Franciosa − Peter Neal
- Emilio Cappuccio − Peter Neal (głos)
- Daria Nicolodi − Anne
- John Saxon − Bullmer
- Carlo Sabatini − Bullmer (głos)
- Veronica Lario − Jane McKerrow
- Giuliano Gemma − kapitan Germani
- Pino Locchi − kapitan Germani (głos)
- Christian Borromeo − Gianni
- Mirella D’Angelo − Tilde
- Eva Robin's − dziewczyna na plaży
- John Steiner − Christiano Berti
- Carlo Valli − Cristiano Berti (głos)
- Lara Wendel − Maria Alboretto
- Mirella Banti − Marion[3]
- Ania Pieroni − Elsa Manni
- Carola Stagnaro − detektyw Altieri
- Michele Soavi (niewymieniony) − chłopak Marii / chłopak na plaży[3]
- Lamberto Bava (niewymieniony) − mężczyzna naprawiający windę[3]